# Henning von Gierke
Henning von Gierke (* 22. Dezember 1947 in Karlsruhe) ist ein deutscher Maler.

## Leben und Werk
Er ist der Sohn des Physikers Gerhart von Gierke und der Irmgard Lorenz und wuchs in Karlsruhe auf. Henning beendete 1969 die Schule mit dem Abitur, seitdem ist er als freischaffender Maler (Autodidakt), Filmausstatter und Bühnenschaffender tätig. Henning von Gierke war seit 1970 in 50 Einzelausstellungen und Messebeteiligungen in Europa, USA und Japan präsent.
Gierkes „inszenierter Realismus“, seine Bildersprache, die subtile Farbgebung und seine mythologisch abendländischen Bildinhalte machen den Maler zu einem Vertreter der realistischen Malerei des 21. Jahrhunderts. Seit 1970 hat er Theaterproduktionen mit seinen Arbeiten bebildert, Filme ausgestattet, Möbel entworfen. Außerdem realisierte er seit 1984 für das Musiktheater Kostüme, Bühnenbilder und eigene Inszenierungen.
Die Malerei ist Gierke die wichtigste Kunst. Werner Herzog schreibt im Vorwort der Publikation „Goldener Strom“: „Als verwandle sich vor unseren Augen eine ganze Welt in Stille ... von überall strömt sie, diese Stille, versammelt sich den Gesichtern seiner Figuren und bezieht uns ein in diese Versammlung ...“
Henning von Gierke arbeitete unter anderen mit Werner Herzog (u. a. Bundesfilmpreis in Gold 1975 für Jeder für sich und Gott gegen alle), Volker Schlöndorff, B. Wilson, J. Takashima, Michael Hampe und Wolfgang Sawallisch zusammen. Zwischen 2005 und 2014 lehrte er am Institut für Theater-, Film- und Medienwissenschaft der Philologisch-Kulturwissenschaftlichen Fakultät der Universität Wien. Er ist Mitglied der deutschen Filmakademie.
Ab November 2020 hing Gierkes Bild-Installation Himmel, Glaube, Erde. Das Leben und Weg des heiligen Korbinian, dem Gründer des Freisinger Dom's in der Johanneskirche neben dem Dom in Freising.
Gierke lebt in München und auf der Insel Santa Maria mit der Fotografin Isabella Berr. Sie haben zwei gemeinsame Kinder.

## Ausstellungen (Auswahl)
- 1973 Berlin, Kleine Weltlaterne
- 1974 Berlin, Galerie November | München, Galerie Tègü
- 1975 Wuppertal, Galerie Brauda | Berlin, Galerie November | Nürnberg, Galerie Voigt
- 1977 München, Galerie Rutzmoser | Köln, Galerie Orangerie Reinz
- 1977–2000 feste Zusammenarbeit mit der Galerie | Orangerie-Reinz Köln; Gruppenausstellungen und Messebeteiligungen in der Schweiz, Spanien, Frankreich und den USA
- 1980 Berlin, Galerie November
- 1981 Washington, Galerie Radicke | Minden, Galerie Fischer | Hamburg, Galerie Levy
- 1982 München, Galerie Rutzmoser
- 1983 Köln, Galerie Orangerie-Reinz
- 1985 Düsseldorf, Galerie Vömel
- 1987 Köln, Galerie Orangerie-Reinz
- 1989 Münster, Galerie Schnake | Bayreuth, Galerie Altes Schloss | Bayreuth, Schmidt Bank, Bühnen- und Kostümentwürfe Lohengrin
- 1990 Münster, Galerie Schnake
- 1991 Nürnberg, Galerie Voigt
- 1993 Köln, Galerie Orangerie-Reinz | Tokio, Nissai Theater
- 1994 Mainz, Gastprofessur an der Johannes Gutenberg-Universität
- 1995 München, Galerie Charlotte | München, Galerie Bernd Dürr
- 1996 Bayreuth, Stadtsparkasse: „Wonnen und Wunden“ | Tokio, Galerie Shimaso
- 1997 Nürnberg, Galerie Voigt: „Schlaf“
- 1998 Wuppertal, Galerie Luley | Bayreuth, Galerie an der Stadtkirche | München, Galerie Bernd Dürr: „Bilder von Bildern“
- 1999 Bologna, Deutsches Kulturinstitut, und Galleria l’Ariete: „Musik und Malerei“
- 2000 Wuppertal, Galerie Luley | München, Galerie Bernd Dürr | Nürnberg, Galerie Voigt | Celle, Galerie Halbach-Meinecke
- 2001 Köln, Galerie Wehr | Münster, Galerie Signatur | Bayreuth, Galerie Steingräber
- 2002 München, Galerie Bernd Dürr
- 2003 Nürnberg, Galerie Voigt
- 2004 Celle, Galerie Halbach | Bilbao, Galerie Uranga
- 2005 Zürich, Kunsthalle Artefiz | Augsburg, Galerie Hassold | Wien, Lehrauftrag an der Philologisch-Kulturwissenschaftlichen Fakultät der Universität | Bonn, Alter Bundestag
- 2006 Bonn, Foyer Posttower | Bayreuth, Richard Wagner Museum: „Mein lieber Schwan“ | München, Galerie Winterberg: „Matisse – Gierke“
- 2007 Regensburg, Galerie Bäumler: „Bildersturm“ | Augsburg, Galerie Hassold | München, Kallmann-Museum: „Von der Bühne fasziniert“ | München, Galerie Winterberg: „Im Widerschein des Traumes“
- 2008 Nürnberg, Galerie Voigt: „Blaue Stunde“ | Mönchengladbach, Art-Company
- 2009 Palm Beach, Holden Luntz Gallery: „Truth and Reality“(mit Isabella Berr) | Koblenz, Ludwig Museum: „Goldener Strom“ | München, Galerie Radowitz: „Eros Thantos“ | Frankfurt, Villa Merton Union International Club: „Bilder-Räume“
- 2010 München, Galerie Winterberg: „SILENTIUM VITAE. Ein imaginäres Archiv“
- 2011 München, Galerie Radowitz, Märchen und Landschaft
- 2012 München, Jörg Heitsch Galerie, Die Vertreibung aus dem Paradies
- 2013 Regensburg, Galerie Bäumler, Märchen
- 2013 Bayreuth, Schloss Neudrossenfeld, Vom Schein der Dinge
- 2013 Starnberg, Thoma Galerie, Still mit Hummer, Lust und Sahne
- 2013 Hannover, Galerie Art Studio FAEL, Menschen, Märchen und Landschaft
- 2014 Trentino, Tenno, Memoria – Erinnerung, Casartisti, Borgo Medioevale di Canale
- 2014 Wiesbaden, Art Galerie Wiesbaden, Mensch und Interieur
- 2014 Stuttgart-Kornwestheim, Museum im Kleihues-Bau, Passagen
- 2014 München, Jörg Heitsch Galerie, New Masters
- 2015 Wiesbaden, Art Galerie Wiesbaden
- 2016 Düsseldorf, Kulturbahnhof Eller, Position des zeitgenössischen Portraits
- 2016 München, Jörg Heitsch Galerie, New Masters
- 2017 München, Jörg Heitsch Galerie, 50 Jahre Malen
- 2018 Wels, Angerlehner Museum, Reflexionen
- 2019 Kitzbühel, Aaart Foundation
- 2019 München, Jörg Heitsch Galerie, Menschen, Götter
- 2020 Santa Maria, Museu de Santa Maria[5]

## Filme und Musiktheater
- 1975 Filmausstattung Jeder für sich und Gott gegen alle (Bundesfilmpreis in Gold in der Kategorie  Beste Ausstattung)
- 1976 Filmausstattung Herz aus Glas | Filmausstattung Stroszek
- 1978 Filmausstattung Woyzeck | Filmausstattung Nosferatu (Silberner Bär Berlinale 1979)
- 1979 Filmausstattung Fitzcarraldo (bis 1981)
- 1984 Bühne und Kostüme Doktor Faust von Ferruccio Busoni, Teatro Comunale Bologna | Bühne und Kostüme für Lohengrin von Richard Wagner, Bayreuther Festspiele
- 1988 Kostüme für Cosmopolitan Greetings von Rolf Liebermann, Allen Ginsberg, Hamburgische Staatsoper | Inszenierung, Bühnenbild und Kostüme für Giovanna d’Arco von Giuseppe Verdi, Teatro Comunale Bologna (mit W. Herzog)
- 1990 Inszenierung und Bühnenbild für Der Fliegende Holländer von R. Wagner, Münchner Staatsoper
- 1992 Bühnenbild für Ein Sommernachtstraum von William Shakespeare, Teatro J. Cajetano Rio de Janeiro, brasilianischer Beitrag zur „ECO ’92“
- 1994 Deutsche Erstaufführung Freshwater von Virginia Woolf, Kammerspiele Mainz | Visuelle Konzeption, Bühnenbild und Kostüme für Der Freischütz von C. M. v. Weber, Tokio, Nissai Theater, Aichi Arts Center Nagoja und Kobe (mit Isao Takashima)
- 1997 Visuelle Konzeption, Bühne und Kostüme für Jeanne d’Arc au bûcher von Arthur Honegger, NHK Hall Tokio (mit Isao Takashima)
- 1998 Bühne und Kostüme für Die Zauberflöte von W. A. Mozart, Neues Nationaltheater Tokyo
- 1999 Visuelle Konzeption, Bühne und Kostüme für Il prigioniero von Luigi Dallapiccola und Requiem von Gabriel Fauré, NKH Hall Tokio (mit Isao Takashima)
- 2000–2003 Visuelle Konzeption, Bühnenbild und Kostüme für Das Rheingold, Die Walküre, Siegfried und Götterdämmerung von R. Wagner, Bunka Kaikan Theater, Tokio (mit Isao Takashima)
- 2002 Bühne und Kostüme für Die Sündflut von Wilfried Maria Danner, Karlsruhe (mit Michael Hampe) | Visuelle Konzeption, Bühnenbild und Kostüme für Parsifal von R. Wagner, Tokio (mit Isao Takashima)
- 2010 Visuelle Konzeption, Bühne und Kostüme für Orphée et Euridice von Ch. W. Gluck, Nissai Theater Tokio
- 2016 Bühnenbild und Kostüme für "Der fliegende Holländer" von R. Wagner (mit Michael Hampe), Biwako Hall Otsu/Kyoto, Kanagawa Kenmin Hall Yokohama, Iichiko Cultural Center Oita
- 2017–2020 Bühnenbild und Kostüme für "Der Ring des Niebelungen" von R. Wagner (mit Michael Hampe), Biwako Hall Otsu/Kyoto
  - 2017 Bühnenbild und Kostüme für "Rheingold" von R. Wagner (mit Michael Hampe), Biwako Hall Otsu/Kyoto
  - 2018 Bühnenbild und Kostüme für "Walküre" von R. Wagner (mit Michael Hampe), Biwako Hall Otsu/Kyoto
  - 2019 Bühnenbild und Kostüme für "Siegfried" von R. Wagner (mit Michael Hampe), Biwako Hall Otsu/Kyoto
  - 2020 Bühnenbild und Kostüme für "Götterdämmerung" von R. Wagner (mit Michael Hampe), Biwako Hall Otsu/Kyoto

## Publikationen
- Henning von Gierke: Bilddokumentation "Der Ring" – vierteilige Dokumentation der Aufführung in Biwako Hall Otsu, Japan – 2017 - 2020
- Henning von Gierke: Der fliegende Holländer, Aufführungs-Dokumentation, München – 2016
- Henning von Gierke: Märchen und Landschaft, München – 2012
- Henning von Gierke: Silentium Vitae, München – 2010
- Henning von Gierke: Goldener Strom, Prestelverlag, München/Berlin/London/NY – 2009
- Henning von Gierke: „Mein lieber Schwan“ – Wege und Motive zu Wagner, Verlag für moderne Kunst, Nürnberg – 2006
- Henning von Gierke: Bilder von Bildern, Hiermer, München – 2000
- Henning von Gierke: Der innere Schlaf, Verlag Edition Braus, Heidelberg 1996, Paperback erschienen bei DTV – 1999
- Henning von Gierke: Ilga, Verlag für moderne Kunst, Verlag für moderne Kunst, Nürnberg – 1990
- Henning von Gierke: Bühnenbild und Kostüme zu Lohengrin, Verlag für moderne Kunst, Nürnberg – 1989